# شبية
الفصيلة الشبّية (باللاتينية: Nyctaginaceae) فصيلة نباتية من رتبة القرنفليات. تضم 33 جنسا وحوالي 290 نوعا.

## من أجناسها
- شب الليل (باللاتينية: Mirabilis)
- الجهنمية (باللاتينية: Bougainvillea)
- الحثرة (باللاتينية: Boerhavia)
- الصدح (باللاتينية: Commicarpus)